# Liste de films ayant l'enseignement pour thème
Cette liste de films ayant l'enseignement pour thème recense les œuvres cinématographiques qui abordent les questions propres à l'enseignement primaire, secondaire ou supérieur et le cadre scolaire ou, qui mettent en scène des professeurs en lien avec leur activité ou qui présentent au moins une scène de fiction pédagogique à l'intérieur ou non d'une classe.

## Films francophones
- Topaze (1933) de Louis Gasnier, adaptation du roman homonyme de Marcel Pagnol (1927)[1]
- Les Disparus de Saint-Agil (1938) de Christian-Jaque[2]
- La Cage aux rossignols (1945) de Jean Dréville[2]
- Topaze (1951) de Marcel Pagnol, adaptation du roman homonyme de Marcel Pagnol (1927)
- L'École buissonnière (1949) de Jean-Paul Le Chanois[1]
- Les Diaboliques (1955) d'Henri-Georges Clouzot, adaptation du roman Celle qui n'était plus de Boileau-Narcejac (1952)[3]
- Le Naïf aux quarante enfants (1957) de Philippe Agostini
- Les Risques du métier (1967) d'André Cayatte[1],[4]
- Le Boucher (1970) de Claude Chabrol[5]
- L'Argent de poche (1976) de François Truffaut[6]
- Une semaine de vacances (1980) de Bertrand Tavernier[7]
- Les Sous-doués (1980) de Claude Zidi[2]
- Le Maître d'école (1981) de Claude Berri[2]
- P.R.O.F.S (1985) de Patrick Schulmann[1],[2]
- Le Plus Beau Métier du monde (1996) de Gérard Lauzier[1],[2]
- Comment je me suis disputé… (ma vie sexuelle) (1996) d'Arnaud Desplechin[8]
- Ça commence aujourd'hui (1999) de Bertrand Tavernier[2],[6]
- Être et avoir (2002) de Nicolas Philibert[2],[4],[6],[9]
- Moi César, 10 ans ½, 1m39 (2003) de Richard Berry[2]
- Les Choristes (2004) de Christophe Barratier[2],[10]
- L'École pour tous (2006) d'Éric Rochant[2]
- Entre les murs (2008) de Laurent Cantet[4],[6],[9],[11]
- Neuilly sa mère ! (2009) de Gabriel Julien-Laferrière[2]
- Élève libre (2009) de Joachim Lafosse[2]
- La Journée de la jupe (2009) de Jean-Paul Lilienfeld[2],[6]
- Les Beaux Gosses (2009) de Riad Sattouf[2]
- Dans la maison (2012) de François Ozon[12]
- Sur le chemin de l'école (2013) de Pascal Plisson[2],[4]
- La Cour de Babel (2013) de Julie Bertuccelli[9]
- Les Profs (2013) de Pierre-François Martin-Laval
- Les Héritiers (2014) de Marie-Castille Mention-Schaar[2],[6]
- Mon maître d'école (2015) d'Émilie Thérond[13]
- Primaire (2016) d'Hélène Angel[2],[6]
- Les Grands Esprits (2017) d'Olivier Ayache-Vidal[2]
- Le Brio (2017) d'Yvan Attal[14]
- L'école est finie (2018) d'Anne Depétrini[15]
- Être prof (2019) d'Émilie Thérond[16]
- La Vie scolaire (2019) de Mehdi Idir et Grand Corps Malade[2],[10]
- La Bonne Épouse (2020) de Martin Provost[17]
- Parents d'élèves (2020) de Noémie Saglio[2]
- L'École est à nous (2022) d'Alexandre Castagnetti
- Un métier sérieux (2023) de Thomas Lilti[6],[11],[13]
- Comme un fils (2023) de Nicolas Boukhrief[11],[18]
- Bis Repetita (2023) de Émilie Noblet[18]
- Pas de vagues (2024) de Teddy Lussi-Modeste[11],[18]
- Amal : Un esprit libre (2024) de Jawad Rhalib[11],[18]

## Films non francophones
- Jeunes filles en uniforme (1931) de Leontine Sagan et Carl Froelich[19]
- La Rumeur (1962) de William Wyler[2]
- Le Cercle des poètes disparus (1989) de Peter Weir[2],[4],[10],[13]
- Esprits rebelles (1995) de John N. Smith[2],[13]
- Un homme d'exception (2001) de Ron Howard[20]
- La Revanche d'une blonde (2001) de Robert Luketic[10]
- Harry Potter à l'école des sorciers (2001) de Chris Columbus[2]
- Le Club des empereurs (2002) de Michael Hoffman[21]
- Coach Carter (2005) de Thomas Carter[10]
- Half Nelson (2006) de Ryan Fleck[2]
- Écrire pour exister (2007) de Richard LaGravenese[2],[10]
- La Vague (2008) de Dennis Gansel[2],[10]
- Precious (2009) de Lee Daniels[10]
- Bad Teacher (2011) de Jake Kasdan[2]
- Detachment (2011) de Detachment[2]
- My Sweet Pepper Land (2013) de Hiner Saleem[2]
- Whiplash (2014) de Damien Chazelle[10]
- L'École du bout du monde (2019) de Pawo Choyning Dorji[22]
- La Salle des profs (2023) de İlker Çatak[18]
- L’Innocence (2023) de Hirokazu Kore-eda[18]
- L'Affaire Abel Trem (2023) de Gábor Reisz[18]